# Hegyestőr

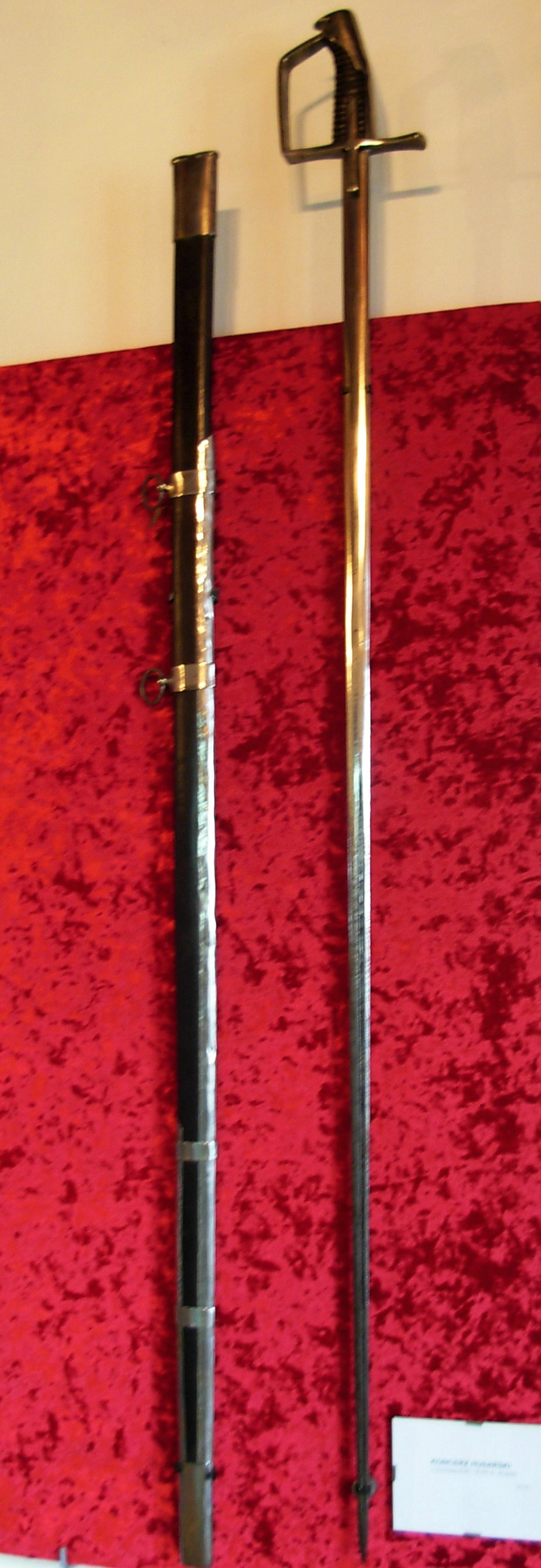
Lengyel hegyestőr a będzini múzeumban

A hegyestőr egy fél kézzel forgatott hosszú, vékony, merev pengéjű kard, amit a 15-18. században használtak.
A fémpáncélt viselő katonát karddal csak a páncélok hézagain keresztül lehetett megsebezni, ezért a kardok szúró-vágó fegyverből átalakultak szúrókardokká. Ezekből a keskeny pengéjű kardokból fejlődött ki a hegyestőr.
A hegyestőrök a 15. században jelentek meg, Stiborici Stibor a sírkövén jobb oldalára fölkötött hegyestőrt visel. A név szerepel az 1395 táján írt besztercei szójegyzékben is. Lázy János 1721-es címerképe alapján a hegyestőrt nem marokra fogták, hanem a markolatot a mutató és középső ujj közé fogták és a tenyérben megtámasztották. A Histoire de la Milice Françoise (1721) szerint a Franciaországban szolgáló magyar huszárok „szúráskor a ló fejére hajolnak és úgy használják azt az ellenség leszúrására, hogy a térdükhöz támasztják”.
A hegyestőr alkalmas volt a sodronying szemeinek átszúrására, ami jó használatot tett a török elleni harcokban. Hatékonyan használhatták szablya ellen is, hiszen pengéje jóval hosszabb.
A hegyestőr a 16. századtól a huszárok egyik jellegzetes fegyverévé vált. A katonák nem a derekukra kötötték, hanem a nyereg jobb oldalára erősítették. Lovagláskor a lovas lába és a ló teste között, a ló testével párhuzamosan helyezkedett el. Pengéje lehetett négyélű, középen gerincéllel; keskeny, négyzet alapú; rombusz; később megjelent a háromélű változat is. A penge egyre hosszabbodott, az eleinte kb. 115 cm-es fegyver a 18. század elejére akár a 170 cm-t is elérhette. Markolata az idők során változott, eleinte S vagy fekvő 8-as alakú volt körte vagy tojásdad markolatgombbal. Később hárítólemezt illesztettek a markolatra, a keresztvasak pedig aláhajoltak a penge felé. A 16. század végétől egyre inkább szablyamarkolattal készültek. A 17. század végén előfordultak nyugati spádé markolattal ellátott darabok is.
Ábrázoláson legkorábban Gávai Lukács 1540-es címerlevelén tűnik föl. A törökök is hamar átvették a használatát, például fönnmaradt az 1532-ben elesett Hasszán bég díszes hegyestőre. Nem sokkal később lengyel és orosz területen is megjelent.
Az igényeket a magyarországi kardcsiszárok nem tudták kielégíteni, ezért sok hegyestőrt délnémet műhelyekben készítettek, sőt a fönnmaradt példányok között akad olasz és spanyol pengével ellátott darab is.
Hegyestőrt a Rákóczi szabadságharc idején is használt a magyar lovasság, Rákóczi Ferenc 1708-as leltárában is 8 hegyestőr szerepel. Később is előfordult harci eszközként, de egyre ritkábban.